# Jenaz
Jenaz (en romanche Gianatsch) es una comuna suiza del cantón de los Grisones, situada en la región de Prettigovia/Davos. Limita al norte con la comuna de Schiers, al este con Luzein y Fideris, al sur con Peist, y al oeste con Furna.